# Кумысников, Абдрахман Летфуллович
Абдрахман Летфуллович Кумысников (28 ноября 1913 года,  Медянка — 7 сентября 1985 года, Ленинград) — советский артист балета, балетмейстер и педагог. Заслуженный деятель искусств Башкирской АССР (1957), заслуженный деятель искусств Татарской АССР (1964).

## Биография
Абдрахман Летфуллович Кумысников родился 28 ноября 1913 года в деревне Медянка, ныне Нижегородской области. В 1938 году окончил Московское хореографическое училище, где учился у педагога П. А. Гусева, в 1939 году — класс усовершенствования Ленинградского хореографического училище (ныне Академия русского балета имени А. Я. Вагановой, педагог В. И. Пономарёв).
В 1939—1940 и 1945—1958 годах работал солистом Ленинградского театра оперы и балета им. С. М. Кирова (ныне
Мариинский театр), в 1940—1941 годах — солист Татарского театра оперы и балета имени Мусы Джалиля.
В 1949 году окончил отделение педагогов-хореографов Ленинградской консерватории (педагог А. Я. Ваганова). По окончании учебы вёл классический танец в Ленинградском хореографическом училище. Его учениками по училищу были К. Е. Заклинский, Д. И. Марковский и А. А. Павловский. Преподавал в классе усовершенствования в Театре им. Кирова, Ленинградском Малом театре (ныне Михайловский театр).
В разные годы Абдрахман Летфуллович преподавал в классе солистов Нидерландского балета, в Варшавской балетной школе, в театрах и училищах Берлина, Будапешта, Белграда, в Софии перенёс на сцену училища балеты «Шопениана» и «Щелкунчик».
С открытием в городе Уфе Башкирского хореографического колледжа им. Р. Нуреева Абдрахман Летфуллович Кумысников работал в нём преподавателем по классическому танцу, вел группу мальчиков. Его жена, артистка балета Найма Валеевна Балтачеева (1915—1984), вела в колледже группу девочек.

## Основные партии
Абдрахман Летфуллович Кумысников в разное время танцевал в партиях: цыганский танец ("Дон Кихот"), Кавалер ("Спящая красавица"), мазурка ("Лебединое озеро"), Центурион и танец этрусков ("Спартак"), фламенко ("Лауренсия"), рапсодия, мазурка ("Конёк-Горбунок"), испанский танец и др. В 1941 году с балетместером Л. В. Якобсоном репетировал партию Али-Батыра в балете «Шурале».